# Scenes from the Southside
Scenes from the Southside – drugi album wydany przez Bruce’a Hornsby’ego wraz z zespołem The Range. Singel "The Valley Road" był trzecim i ostatnim, który znalazł się w Top 10 hitów w Stanach Zjednoczonych, był również numerem 5 na liście Billboard Hot 100, oraz numerem 1 na liście Mainstream Rock Tracks.

## Lista utworów
Wszystkie utwory napisał Bruce Hornsby oraz John Hornsby (wyłączając oznaczone).
1. "Look Out Any Window" 5:28
2. "The Valley Road" 4:42
3. "I Will Walk with You" 4:34
4. "The Road Not Taken" (Bruce Hornsby) 7:06
5. "The Show Goes On" (Bruce Hornsby) 7:30
6. "The Old Playground" 4:25
7. "Defenders of the Flag" 4:27
8. "Jacob's Ladder" 4:35
9. "Till the Dreaming's Done" (Bruce Hornsby) 5:13

## Muzycy
- Bruce Hornsby
- Peter Harris
- George Marinelli
- Joe Puerta
- John Molo